# Gran incendio de Taldykorgan
El incendio de Taldykorgan de 2009 se produjo el 13 de septiembre de 2009, cuando al menos 38 personas murieron en un incendio en una clínica de abuso de drogas en Taldykorgan, región de Almaty, Kazajistán. Al menos otras 10 personas fueron rehospitalizadas después del incendio. Dos de los muertos eran personal, los otros 36 eran pacientes.

## El incendio
El incendio se inició a las 5:30 a. m..   Se propagó rápidamente por el edificio de una sola planta de la era soviética. Las puertas cerradas y las ventanas enrejadas bloquearon muchas rutas de escape,   y se oyeron gritos provenientes del edificio durante más de 20 minutos.  Los equipos de rescate evacuaron a 40 personas del edificio.   Diez personas fueron trasladadas al hospital, donde recibieron tratamiento por quemaduras graves. Los bomberos extinguieron el incendio después de varias horas. 

## Reacciones
Karim Masimov, primer ministro de Kazajistán, pidió que se realice una investigación.    El Ministerio de Emergencias publicó más tarde un comunicado en el que decía: "El incendio se había propagado rápidamente porque los bomberos habían sido alertados tarde".  El vice primer ministro Serik Akhmetov viajó a Taldykorgan.  
Se creó una comisión para investigar el incendio. El edificio en cuestión fue visitado por inspectores de seguridad contra incendios en mayo de 2009.  Se detectaron varias infracciones y se descubrió que el edificio no tenía sistema de alarma .   Ya se habían corregido algunas infracciones, pero todavía no se había instalado un sistema de alarma.  